# Българска анонимна хроника
Българската анонимна хроника, наричана още Безименна българска летопис или Тисманска хроника, е историческо съчинение на среднобългарски език, което описва политически събития на Балканите от 1296 до 1413 г.
Летописът е запазен в един-единствен препис, направен в молдавския манастир Слатина между 1554 и 1561 г. Той се намира днес в Украинската национална библиотека „В. И. Вернадски“ в Киев. Текстът ѝ е издаден за пръв път от румънския славист Йоан Богдан. Както той, така и повечето учени след него я смятат за произведение на безименен български книжовник. Според историка Думитру Нъстасе обаче тя е превод на сега изгубена гръцка хроника, съставена от византийския писател Йоан Кортасмен (поч. 1431 г.).
Анонимната летопис разказва за войните на османските султани Орхан, Мурад („нечестивия Аморат“) и Баязид с християните, като отделя особено внимание на Никополската битка (1396) и обсадата на Константинопол (1390 – 1402).